# Diaspora azerbaïdjanaise
 (novembre 2018).
 (novembre 2018).
Améliorez-le ou discutez des points à vérifier. 
La diaspora azerbaïdjanaise est la communauté des Azerbaïdjanais vivant en dehors de leur lieu d'origine ethnique : l'Azerbaïdjan et la région iranienne d'Azerbaïdjan. Le terme diaspora azerbaïdjanaise fait référence à la communauté mondiale des Azerbaïdjanais.
Selon Ethnologue.com, il y avait plus d'un million de locuteurs azerbaïdjanais du dialecte nord dans le sud du Daguestan, l'Arménie, l'Estonie, la Géorgie, le Kazakhstan, le Kirghizistan, la Russie, le Turkménistan et l'Ouzbékistan à partir de 1993. D'autres sources, telles que les recensements nationaux, présence des Azerbaïdjanais dans toute l'ex-Union soviétique. Les chiffres d'Ethnologue sont obsolètes dans le cas de l'Arménie, où le conflit du Haut-Karabagh a affecté la population des Azerbaïdjanais. Ethnologue.com rapporte en outre que 1 million d'Azerbaïdjanais iraniens supplémentaires vivent en dehors de l'Iran, mais ces chiffres sont très probablement une référence aux Turkmènes irakiens, peuple turc distinct mais apparenté,.

## Histoire de la diaspora azerbaïdjanaise
La principale migration du peuple azerbaïdjanais a eu lieu au même moment que la migration turque entre le VIe et le XIe siècles (le haut Moyen Âge), quand elle s'est répandue dans la majeure partie de l'Asie centrale et en Europe et au Moyen-Orient. Au cours des siècles suivants, la population locale a commencé à être assimilée par les nouveaux migrants azerbaïdjanais.
Depuis son indépendance la République d’Azerbaïdjan  a commencé une politique importante orientée vers la reconnaissance dans tout le monde entier. Il est clair qu’il y a beaucoup d’azerbaïdjanais vivant dans presque tous les pays du monde. Et les citoyens azerbaïdjanais installés en dehors du territoire de l’actuel Azerbaïdjan méritent une attention particulière de la part de l’Etat azerbaïdjanais. Pour faire cela le gouvernement azéri a créé un comité qui s’occupe de la vie et de l’activité de tous les azerbaïdjanais du monde. Pendant l’Union soviétique il était difficile de créer des contacts avec les ressortissants de l’Azerbaïdjan ainsi que ceux vivant en Iran et dans beaucoup de pays étrangers. Parmi ces pays c’est la Russie où il y a le plus d’azerbaïdjanais. La communauté azérie de Russie occupe une place importante et primordiale dans la politique azerbaïdjanaise de défense de ses minorités de l’étranger. Après l’indépendance, en raison des difficultés économiques, beaucoup d’azerbaïdjanais sont partis en Russie pour y trouver un travail et nourrir leurs familles restées au pays. On estime qu’à l’heure actuelle, plus de deux millions d’entre eux y vivent toujours. Parmi ces personnes il y a des intellectuels, des ouvriers, des professeurs, des hommes d’affaires etc. On a organisé leur activité au niveau d’un comité qui tâche de résoudre les problèmes des azerbaïdjanais vivant dans ce grand pays. Bakou accorde une importance exceptionnelle à l’intégration de la diaspora azerbaïdjanaise en Russie.

## Organisations
Le Comité d'État de la République d'Azerbaïdjan sur le travail avec la diaspora a été créé pour gérer la communication avec la diaspora et pour conduire la création de nouvelles sociétés et organisations. En 2004, le comité a réalisé la création d'environ 40 nouvelles communautés azerbaïdjanaises dans le monde.
|    | Pays                | Chiffres officiels                                                      |              |
| -- | ------------------- | ----------------------------------------------------------------------- | ------------ |
| 1  | Russie              | 603 070 (recensement de 2010),                                          |              |
| 2  | Turquie             | 80,000                                                                  | 800,000      |
| 3  | Géorgie             | 284,761 (2002)                                                          |              |
| 4  | Kazakhstan          | 85,292 (2009)                                                           |              |
| 5  | Allemagne           | 15,219 (2006)                                                           |              |
| 6  | Ukraine             | 45,176 (2001)                                                           |              |
| 7  | Pays-Bas            | 7,000                                                                   |              |
| 8  | Kirghizistan        | 17,267(2009)                                                            |              |
| 9  | Royaume-Uni         |                                                                         | 6,220 (2013) |
| 10 | États-Unis          | 14,205 République d'Azerbaïdjan (2000) - 40,400 Azerbaïdjanais iraniens |              |
| 11 | Canada              | 4,580 (2011)                                                            |              |
| 12 | France              | 70,000 (2018)                                                           |              |
| 13 | Ouzbékistan         | 44,410 (1989)                                                           |              |
| 14 | Turkménistan        | 33,365 (1989)                                                           |              |
| 15 | Émirats arabes unis | 7,000 (2015)                                                            |              |
| 16 | Biélorussie         | 5,567 (2009)                                                            |              |
| 17 | Lettonie            | 1,697 (2001)                                                            |              |
| 18 | Estonie             | 880 (2000)                                                              |              |
| 19 | Lituanie            | 788                                                                     |              |
| 20 | Tadjikistan         | 800 (2000)                                                              |              |
| 21 | Australie           | 1,036                                                                   |              |
| 22 | Autriche            | 1,159                                                                   |              |
| 23 | Danemark            | 231                                                                     |              |
| 24 | Arménie             | aucune information disponible                                           |              |